# Ramariopsis kunzei
A Ramariopsis kunzei é uma espécie comestível de fungo clavarioide da família  Clavariaceae e a espécie-tipo do gênero Ramariopsis. É comumente conhecida como coral branco devido à estrutura ramificada dos basidiomas que se assemelham a um coral marinho. Os basidiomas têm até 5 cm de altura por 4 cm de largura, com vários ramos originados de um estipe rudimentar curto. Os ramos têm de 0,1 a 0,2 cm de espessura, são lisos e brancos, as vezes com pontas amareladas na maturidade. A Ramariopsis kunzei tem ampla distribuição e é encontrada na América do Norte, Europa, Ásia e Austrália.

## Taxonomia
A espécie foi descrita pela primeira vez como Clavaria kunzei pelo micologista Elias Magnus Fries em 1821. E.J.H. Corner transferiu a espécie para Ramariopsis em 1950 e fez dela a espécie-tipo. Em geral, os fungos de coral costumam ter histórias taxonômicas extensas, pois os micologistas não concordavam com a melhor maneira de classificá-los. Além de Clavaria e Ramariopsis, a R. kunzei foi colocada nos gêneros Ramaria por Lucien Quélet em 1888, e Clavulinopsis por Walter Jülich em 1985. De acordo com o banco de dados taxonômico MycoBank, a espécie adquiriu uma lista considerável de sinônimos. É comumente conhecida como coral branco devido à estrutura ramificada dos basidiomas que se assemelham a um coral marinho.
Uma análise filogenética de fungos clavarioides concluiu que R. kunzei está em uma linhagem filogenética junto com várias espécies de Clavulinopsis (incluindo C. sulcata, C. helvola e C. fusiformis), e que esse clado (o clado Ramariopsis) está aninhado em um grupo de espécies que representam a família Clavariaceae.

## Descrição
Os basidiomas são de cor branca a amarelo-esbranquiçada e são estruturas altamente ramificadas que se assemelham a corais; as dimensões típicas são de até 8 cm de altura e 6 cm de largura. Os espécimes mais antigos podem ter uma coloração rosada. As pontas dos ramos são rombas, e não em forma de crista, como em algumas outras espécies de fungos de coral, como a Clavulina cristata; os ramos têm entre 1 e 5 mm de espessura. As pontas dos ramos dos espécimes maduros podem ser amarelas. Um estipe, se presente, pode ter até 1 cm. A textura da carne pode variar de maleável a quebradiça. Esse fungo não sofre nenhuma alteração de cor quando machucado ou ferido, no entanto, uma solução de 10% de FeSO4 aplicada à carne a tornará verde.
A esporada é branca. Vistos com um microscópio de luz, os esporos são hialinos e têm formato elipsoide a aproximadamente esférico com espinhos na superfície e dimensões de 3 a 5,5 por 2,5 a 4,5 μm. Os esporos são não amiloides, o que significa que não absorvem iodo quando corados com o reagente de Melzer. As células portadoras de esporos, os basídios, geralmente têm de 25 a 45 μm de comprimento por 6 a 7 μm de largura e quatro espinhos. As fíbulas estão presentes nas hifas dessa espécie.

### Espécies semelhantes

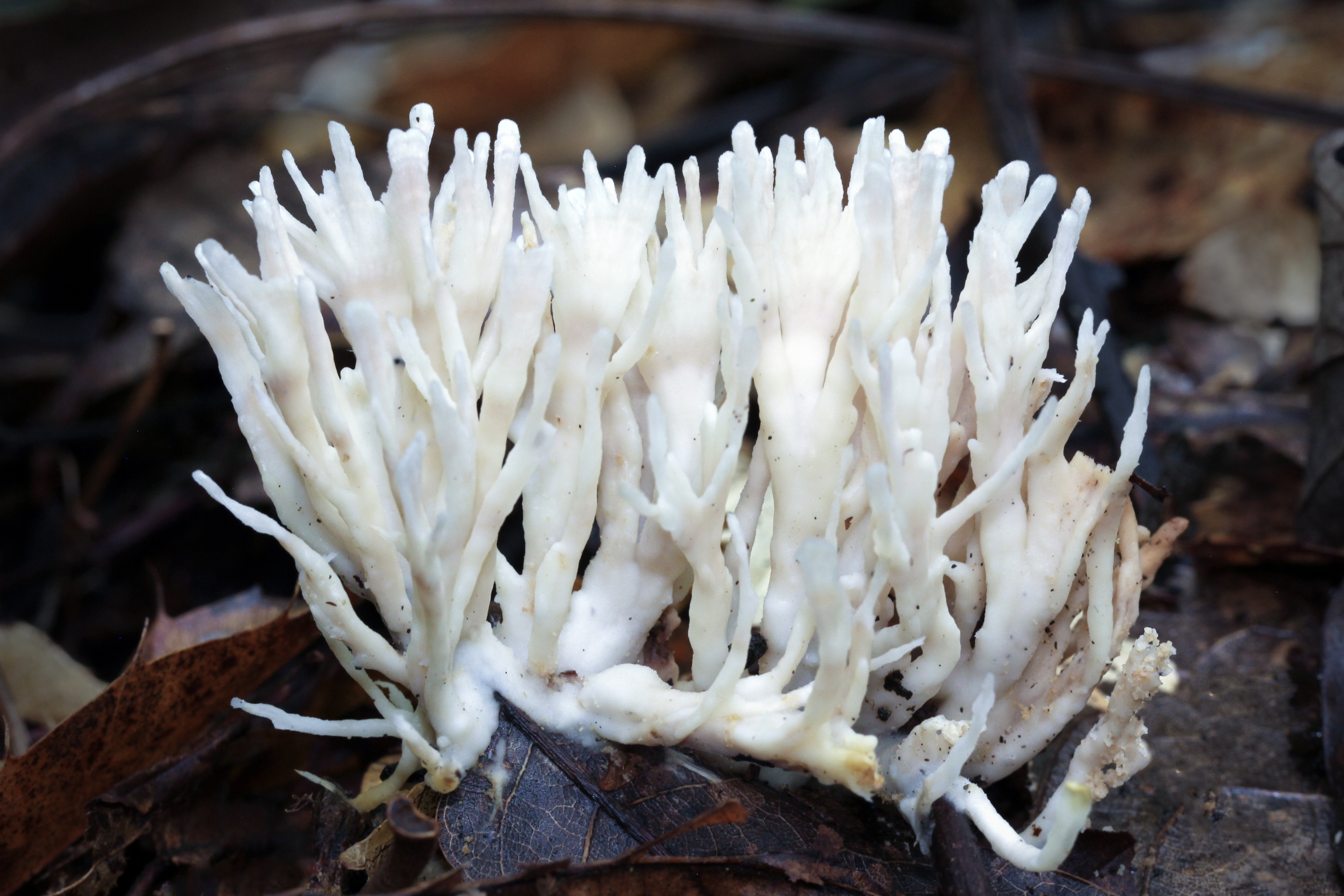
Sebacina schweinitzii é uma espécie semelhante

A Clavulina cristata, comestível, tem aparência semelhante à R. kunzei, mas seus ramos têm pontas franjadas e emplumadas. A Tremellodendron pallidum, comestível, tem ramos esbranquiçados, resistentes e cartilaginosos com pontas rombas. A Ramariopsis lentofragilis (venenosa) é uma semelhante do leste da América do Norte que causa dor abdominal intensa, fraqueza geral e dor sob o esterno.
Também são semelhantes Artomyces pyxidatus, Clavulina cinerea, Clavulina rugosa e Clavulinopsis corniculata.

## Comestibilidade
A espécie é comestível, mas "sem carne e sem sabor". Outros autores concordam que o odor e o sabor não são característicos.

## Habitat e distribuição
Acredita-se que a espécie seja saprófita e pode ser encontrada crescendo no solo, em folhagem ou, com menos frequência, em madeira bem deteriorada. Os basidiomas podem crescer isoladamente, em grupos ou adensamentos. David Arora observou uma preferência por crescer sob coníferas, bem como uma prevalência em florestas de sequoias da costa da América do Norte. Em contraste, um autor anterior afirmou que essa espécie cresce "raramente em florestas de coníferas".
Na Europa, a Ramariopsis kunzei foi coletada na Escócia (especificamente nas ilhas de Arran, Gigha e na península de Kintyre), nos Países Baixos, na Noruega, na antiga Tchecoslováquia, na Alemanha, na Polônia e na Rússia (Montanhas Zhiguli). Também foi encontrada na China, na Índia, no Irã, nas Ilhas Salomão e na Austrália. Na América do Norte, a distribuição se estende ao norte até o Canadá, e inclui os Estados Unidos (abrangendo Havaí e Porto Rico).